# Zdeněk Tykva
Zdeněk Tykva (* 25. dubna 1946 Plzeň) je bývalý československý boxer.

## Sportovní kariéra
Narodil se v Plzni do složitých rodinných poměrů. Jeho biologický otec měl být americký voják tmavé pleti, který na konci druhé světové války v roce 1945 přijel se svým plukem osvobozovat západní Čechy. S boxem začínal na učilišti při Leninových závodech (Škodovka) v sportovním oddíle Spartak. Po vyučení se v roce 1964 nedostal do armádního sportovního družstva v Kroměříži, ale narukoval k bežné posádce do Mladé Boleslavi.
Po skončení základní vojenské služby startoval od roku 1966 v lize za Slezan Opava. V roce 1967 dostal poprvé pozvánku do reprezentace vedené Zdeňkem Horákem v lehké welterová váze do 63,5 kg. Figuroval v širší nominaci pro květnové mistrovství Evropy v Římě, ale jeho nominace na turnaj byla dopředu nepravděpodobná kvůli hvězdám československé reprezentace Vladimíru Kučerovi st. a Bohumilu Němečkovi st.. V roce 1968 se nevešel do užší nominace na olympijské hry v Mexiku a na podzim přestoupil ze Slezanu Opava do pražské boxerského oddílu při TJ Uhelné sklady Praha, který vedl Josef Malík se svým asistentem Júliusem Tormou.
V roce 1972 téměř na dva roky zmizel z ringu. Důvod nebyl v tisku zmíněn, ale mezi řádky slovenského novináře Rado Buriana šlo v pozdějších článcích vyčíst, že mohlo jít o nástup do výkonu trestu odnětí svobody.
Od roku 1974 mohl opět nastupovat za uhlíře v lize. V roce 1975 se v 29 letech dostal do životní formy, kterou v minulých letech limitovala horší životospráva – byl silný kuřák. Jeho divácky atraktivní box z obráceho střehu znamenal pozvánku do širšího výběru reprezentace. S jeho nominací na červnové mistrovství Evropy v polských Katovicích se však nepočítalo. Reprezentační jedničkou v jeho střední váze do 75 kg byl talentovaný Svatopluk Žáček. Žáček se však v příprave na mistrovství Evropy zranil a musel vynechat květnové mistrovství republiky, na kterém Tykva zvítězil. Reprezentačnímu trenéru Zdeňku Horákovi se podařilo obhájit jeho nominaci na mistrovství Evropy. V Katovících mu přálo nalosování do pavouku. V prvním kole volný los a ve čtvrtfinále hratelný třicetiletý Turek Nazif Kuran. Svoji šanci na medaili využil. Turek byl ve třetím kole dvakrát počítán a vítězstvím 5:0 na klasifikačn body si zajistili minimálně bronzovou medaili. Papírova šance na finále byla, ale jak se ukázalo východní Němec Bernd Wittenburg byl v semifinále výkonnostně výrazně nad jeho možnosti. Sportovní média mu však ani po tomto úspěchu nedala prostor – rozhovor, medailonek apod.
V olympijském roce 1976 se nevešel do užšího výběru reprezentace trenéra Josefa Malíka a věnoval se téměř výhradně soutěžím družstev. Sportovní kariéru ukončil v roce 1981 v 35 letech. Za svoji kariéru vybojoval 249 zápasů s bilancí 188-61.

### Výsledky
| Olympijské hry     |    | — |    |   |   | — |   |   |    | — |   |    |    | —  |
| Mistrovství světa  |    |   |    |   |   |   |   | — |    |   |   | —  |    |    |
| Mistrovství Evropy | —  |   | —  |   | — |   | — |   | 3. |   | — |    | —  |    |
| Mistrovství ČSSR   | 2. | — | 3. | — | — | — | — | — | 1. | — | — | 2. | 1. | 3. |